# Great Guns!
Great Guns! är en amerikansk animerad kortfilm från 1927 med Kalle Kanin i huvudrollen.

## Handling
Landet där Kalle Kanin bor i är drabbat av krig, och liksom många andra frivilliga går han med i armén. Efter en tid i skyttegravarna såras han och hamnar på fältsjukhuset, där hans flickvän arbetar.

## Om filmen
Några av filmens gags kom att återanvändas i Disneys senare kortfilm The Barnyard Battle med Musse Pigg som kom ut 1929.
Den 29 februari 1932 släpptes filmen i en ljudlagd version.
Delar av filmen återfinns i spelet Epic Mickey.
Filmen finns utgiven på DVD.